# Ambassade de Serbie en Guinée
 (septembre 2021).
Si vous disposez d'ouvrages ou d'articles de référence ou si vous connaissez des sites web de qualité traitant du thème abordé ici, merci de compléter l'article en donnant les références utiles à sa vérifiabilité et en les liant à la section « Notes et références ».
L'Ambassade de Serbie en Guinée est une mission diplomatique de Serbie en république de Guinée.
L'ambassade est située au Cite Chemin fer a Conakry au niveau de l'immeuble Kassa.